# Шалас (Єнджейовський повіт)
Шалас (пол. Szałas) — село в Польщі, у гміні Сендзішув Єнджейовського повіту Свентокшиського воєводства.
Населення — 121 особа (2011).
У 1975-1998 роках село належало до Келецького воєводства.

## Демографія
Демографічна структура на день 31 березня 2011 року:
|          | Загалом | Допрацездатний вік | Працездатний вік | Постпрацездатний вік |
| -------- | ------- | ------------------ | ---------------- | -------------------- |
| Чоловіки | 59      | 9                  | 40               | 10                   |
| Жінки    | 62      | 12                 | 33               | 17                   |
| Разом    | 121     | 21                 | 73               | 27                   |